# 1887
Il 1887 (MDCCCLXXXVII in numeri romani) è un anno  del XIX secolo.

## Eventi
- 23 gennaio – Viene giocato il primo incontro documentato di baseball in Italia.
- 26 gennaio – Battaglia di Dogali: A Dogali, una colonna di 500 soldati italiani, comandata dal colonnello Tommaso De Cristoforis, viene assalita da forze abissine e annientata dopo due ore di battaglia.
- 5 febbraio – Milano: Al Teatro alla Scala viene eseguita la prima dell'Otello di Giuseppe Verdi.
- 12 febbraio – Accordo anglo-italiano per preservare lo status quo nel Mediterraneo, sottoscritto successivamente dall'Austria-Ungheria (24 marzo) e dalla Spagna (4 maggio).
- 20 febbraio – Viene rinnovato il trattato della Triplice alleanza fra Italia, Germania ed Austria-Ungheria.
- 23 febbraio – Il sud-est della Francia e la provincia di Imperia sono scossi da un intenso terremoto che provoca circa 2.000 vittime.
- 20 maggio – Sono tenute le celebrazioni del giubileo d'oro della regina Vittoria del Regno Unito.
- 1º luglio – Francesco Crispi diventa presidente del Consiglio.
- 26 luglio - viene pubblicato l'"Unua Libro", il primo documento in Esperanto.
- 6 novembre – Viene fondato il Celtic Football Club, società di calcio scozzese.
- 11 novembre – A Chicago vengono impiccati ingiustamente cinque esponenti anarchici in piazza Haymarket, ritenuti responsabili della morte di alcuni poliziotti durante uno sciopero di lavoratori. Verranno definiti in seguito i martiri di Chicago.
- 12 dicembre – Sottoscritto da Regno Unito, Austria e Italia un secondo accordo (dopo quello del 12 febbraio) sul Mediterraneo in cui si afferma l'inviolabilità della Turchia e l'assetto territoriale della Bulgaria.
- Viene pubblicato sulla rivista Beeton's Christmas Annual il romanzo Uno studio in rosso di Arthur Conan Doyle, in cui fa il suo esordio Sherlock Holmes, investigatore che ben presto diverrà uno dei più noti personaggi letterari di ogni tempo.

## Nati
Ci sono circa 1 280 voci su persone nate nel 1887; vedi la pagina Nati nel 1887 per un elenco descrittivo o la categoria Nati nel 1887 per un indice alfabetico.

## Morti
Ci sono circa 360 voci su persone morte nel 1887; vedi la pagina Morti nel 1887 per un elenco descrittivo o la categoria Morti nel 1887 per un indice alfabetico.

## Calendario
| Calendario 1887 | Calendario 1887 | Calendario 1887 | Calendario 1887 | Calendario 1887 | Calendario 1887 | Calendario 1887 | Calendario 1887 | Calendario 1887 | Calendario 1887 | Calendario 1887 | Calendario 1887 | Calendario 1887 | Calendario 1887 | Calendario 1887 | Calendario 1887 | Calendario 1887 | Calendario 1887 | Calendario 1887 | Calendario 1887 | Calendario 1887 | Calendario 1887 | Calendario 1887 | Calendario 1887 | Calendario 1887 | Calendario 1887 | Calendario 1887 | Calendario 1887 | Calendario 1887 | Calendario 1887 | Calendario 1887 | Calendario 1887 | Calendario 1887 |
| --------------- | --------------- | --------------- | --------------- | --------------- | --------------- | --------------- | --------------- | --------------- | --------------- | --------------- | --------------- | --------------- | --------------- | --------------- | --------------- | --------------- | --------------- | --------------- | --------------- | --------------- | --------------- | --------------- | --------------- | --------------- | --------------- | --------------- | --------------- | --------------- | --------------- | --------------- | --------------- | --------------- |
|                 | 1               | 2               | 3               | 4               | 5               | 6               | 7               | 8               | 9               | 10              | 11              | 12              | 13              | 14              | 15              | 16              | 17              | 18              | 19              | 20              | 21              | 22              | 23              | 24              | 25              | 26              | 27              | 28              | 29              | 30              | 31              |                 |
| Gennaio         | Sa              | Do              | Lu              | Ma              | Me              | Gi              | Ve              | Sa              | Do              | Lu              | Ma              | Me              | Gi              | Ve              | Sa              | Do              | Lu              | Ma              | Me              | Gi              | Ve              | Sa              | Do              | Lu              | Ma              | Me              | Gi              | Ve              | Sa              | Do              | Lu              |                 |
| Febbraio        | Ma              | Me              | Gi              | Ve              | Sa              | Do              | Lu              | Ma              | Me              | Gi              | Ve              | Sa              | Do              | Lu              | Ma              | Me              | Gi              | Ve              | Sa              | Do              | Lu              | Ma              | Me              | Gi              | Ve              | Sa              | Do              | Lu              |                 |                 |                 |                 |
| Marzo           | Ma              | Me              | Gi              | Ve              | Sa              | Do              | Lu              | Ma              | Me              | Gi              | Ve              | Sa              | Do              | Lu              | Ma              | Me              | Gi              | Ve              | Sa              | Do              | Lu              | Ma              | Me              | Gi              | Ve              | Sa              | Do              | Lu              | Ma              | Me              | Gi              |                 |
| Aprile          | Ve              | Sa              | Do              | Lu              | Ma              | Me              | Gi              | Ve              | Sa              | Do              | Lu              | Ma              | Me              | Gi              | Ve              | Sa              | Do              | Lu              | Ma              | Me              | Gi              | Ve              | Sa              | Do              | Lu              | Ma              | Me              | Gi              | Ve              | Sa              |                 |                 |
| Maggio          | Do              | Lu              | Ma              | Me              | Gi              | Ve              | Sa              | Do              | Lu              | Ma              | Me              | Gi              | Ve              | Sa              | Do              | Lu              | Ma              | Me              | Gi              | Ve              | Sa              | Do              | Lu              | Ma              | Me              | Gi              | Ve              | Sa              | Do              | Lu              | Ma              |                 |
| Giugno          | Me              | Gi              | Ve              | Sa              | Do              | Lu              | Ma              | Me              | Gi              | Ve              | Sa              | Do              | Lu              | Ma              | Me              | Gi              | Ve              | Sa              | Do              | Lu              | Ma              | Me              | Gi              | Ve              | Sa              | Do              | Lu              | Ma              | Me              | Gi              |                 |                 |
| Luglio          | Ve              | Sa              | Do              | Lu              | Ma              | Me              | Gi              | Ve              | Sa              | Do              | Lu              | Ma              | Me              | Gi              | Ve              | Sa              | Do              | Lu              | Ma              | Me              | Gi              | Ve              | Sa              | Do              | Lu              | Ma              | Me              | Gi              | Ve              | Sa              | Do              |                 |
| Agosto          | Lu              | Ma              | Me              | Gi              | Ve              | Sa              | Do              | Lu              | Ma              | Me              | Gi              | Ve              | Sa              | Do              | Lu              | Ma              | Me              | Gi              | Ve              | Sa              | Do              | Lu              | Ma              | Me              | Gi              | Ve              | Sa              | Do              | Lu              | Ma              | Me              |                 |
| Settembre       | Gi              | Ve              | Sa              | Do              | Lu              | Ma              | Me              | Gi              | Ve              | Sa              | Do              | Lu              | Ma              | Me              | Gi              | Ve              | Sa              | Do              | Lu              | Ma              | Me              | Gi              | Ve              | Sa              | Do              | Lu              | Ma              | Me              | Gi              | Ve              |                 |                 |
| Ottobre         | Sa              | Do              | Lu              | Ma              | Me              | Gi              | Ve              | Sa              | Do              | Lu              | Ma              | Me              | Gi              | Ve              | Sa              | Do              | Lu              | Ma              | Me              | Gi              | Ve              | Sa              | Do              | Lu              | Ma              | Me              | Gi              | Ve              | Sa              | Do              | Lu              |                 |
| Novembre        | Ma              | Me              | Gi              | Ve              | Sa              | Do              | Lu              | Ma              | Me              | Gi              | Ve              | Sa              | Do              | Lu              | Ma              | Me              | Gi              | Ve              | Sa              | Do              | Lu              | Ma              | Me              | Gi              | Ve              | Sa              | Do              | Lu              | Ma              | Me              |                 |                 |
| Dicembre        | Gi              | Ve              | Sa              | Do              | Lu              | Ma              | Me              | Gi              | Ve              | Sa              | Do              | Lu              | Ma              | Me              | Gi              | Ve              | Sa              | Do              | Lu              | Ma              | Me              | Gi              | Ve              | Sa              | Do              | Lu              | Ma              | Me              | Gi              | Ve              | Sa              |                 |